# Universitatea Rutgers
Universitatea Rutgers a Statului New Jersey (în engleză Rutgers, The State University of New Jersey, denumită de obicei Universitatea Rutgers sau doar Rutgers, US[ˈrʌtɡərz]) este cea mai mare instituție de învățământ superior din statul New Jersey al SUA. Datează din 1766, având inițial numele de Queen's College (Colegiul Reginei). Este al optulea colegiu ca vechime în Statele Unite și unul dintre cele nouă colegii coloniale înființate înainte de Războiul de Independență al SUA. Rutgers era la început universitate privată afiliată cu Biserica Reformată Olandeză și admitea la cursuri doar băieți, dar a devenit în timp universitate publică de cercetare deschisă ambelor sexe. Rutgers este una dintre cele doar două colegii coloniale care au devenit universități publice, alături de College of William and Mary.
Rutgers a fost desemnată Universitatea Statului New Jersey prin legi adoptate de legislativul statului New Jersey în 1945 și 1956. Cele trei campusuri de la Rutgers se află în (1) New Brunswick și Piscataway, (2) Newark și (3) Camden. Campusul Newark este pe locul fostei Universități Newark, care a fost absorbită de Rutgers în 1946, iar campusul Camden a fost înființat în 1950 din College of South Jersey și South Jersey Law School. Rutgers este cea mai mare universitate din sistemul universitar de stat din New Jersey. Ea oferă peste 100 de programe de licență diferite, 100 de master și 80 de doctorat și profesionale în cadrul a 175 de departamente academice, 29 de școli și colegii acreditate, dintre care 16 oferă programe de studii postuniversitare.